# Startsocial
Startsocial e. V. (Eigenschreibweise: startsocial) ist ein eingetragener Verein, der jährlich den bundesweiten startsocial-Wettbewerb zur Förderung sozialer, ehrenamtlich getragener Organisationen, Projekte und Ideen durchführt. Der Verein steht unter Schirmherrschaft von Bundeskanzler Olaf Scholz und wurde 2009 als ausgewählter Ort der Initiative „Deutschland - Land der Ideen“ ausgezeichnet.

## Ziele
Seit 2001 fördert Startsocial ehrenamtliches soziales Engagement in Deutschland. Die Zielsetzung des gemeinnützigen Vereins ist die Unterstützung sozialer Initiativen durch Wissenstransfer zwischen der Wirtschaft und der Zivilgesellschaft.

## Wettbewerb

### Organisation
Startsocial liegt der Gedanke zu Grunde, dass auch kleinere soziale Projekte „Unternehmungen“ sind und deshalb von Erfahrungen aus Wirtschaftsunternehmen profitieren können. Deshalb vergibt der Verein unter dem Motto „Hilfe für Helfer“ jährlich 100 Beratungsstipendien an soziale, ehrenamtlich getragene Initiativen bundesweit. Die Gewinnerprojekte werden vier Monate lang durch Experten aus der Wirtschaft oder dem professionellen Non-Profit-Bereich ehrenamtlich beraten. Diese sogenannten Coaches begleiten die Vertreter der Projekte bei der Umsetzung ihrer Idee oder der Weiterentwicklung ihres Projekts und vermitteln ihr Know-how z. B. über Marketing, Organisationsentwicklung, Buchhaltung, Fundraising etc. Nach Ende der Beratungsphase werden die überzeugendsten 25 Initiativen von einer ehrenamtlichen, unabhängigen Jury bestimmt und zu einer feierlichen Bundespreisverleihung nach Berlin eingeladen. Sieben Initiativen erhalten hier Geldpreise von insgesamt 35.000 Euro.
Pro Wettbewerbsrunde engagieren sich rund 200 Coaches und 300 Juroren sowie zahlreiche Pro-bono-Experten. Zusammen genommen leisten sie pro Wettbewerbsrunde rund 18.000 ehrenamtliche Arbeitsstunden. Seit der Initiierung von Startsocial 2001 haben sich ca. 7.900 soziale Projekte verschiedenster Bereiche beworben; 1.800 haben ein Beratungsstipendium erhalten. Weit über die viermonatige Beratungsphase hinaus bietet Startsocial den sozialen Initiativen zudem durch ein Alumni-Netzwerk Zugang zu Kontakten, Fortbildungen und individuellen, kostenlosen Beratungsangeboten.

### Schirmherr- und Trägerschaft
Bundeskanzler Olaf Scholz übernahm die Schirmherrschaft 2022. Bundeskanzlerin Angela Merkel begleitete startsocial während ihrer gesamten Amtszeit als Schirmherrin und vergab stets einen Sonderpreis an eine Initiative. 
Startsocial wird getragen von der gemeinnützigen Organisation startsocial e. V.

### Sponsoren
Hauptförderer des startsocial-Wettbewerbs sind neben dem Initiator McKinsey & Company die Unternehmen Allianz Deutschland AG, Deutsche Bank AG, SAP und ProSiebenSat.1 Media SE.

### Preisträger
Bekannte bisherige Preisträger
- wellcome (2001)
- Nicolaidis Stiftung (2002)
- Mentor – Die Leselernhelfer (2004)
- People’s Theater (2006)
- Viva con Agua (2007)[9]
- ArbeiterKind.de (2008)
- Sozialhelden (2008)
- Kultur für alle (2009)
- Rock Your Life (2009)
- Switch – In 4 Tagen um die Welt (2011)
- Freunde fürs Leben TV (2012)
- Weitblick (2012)
- querstadtein (2012)[10]
- AIAS – Studierende gegen Blutkrebs (2013)
- Schülerpaten Deutschland (2013)
- GemüseAckerdemie (2013)
- Jambo Bukoba (2014)
- Mobile Retter (2015)
- Refugee Law Clinic Munich (2015)
- Start with a Friend (2015)
- Ich will da rauf! (2016)[11]
- Hanseatic Help (2016)
- U25-Online-Suizidprävention Dortmund (2017)
- Aelius Förderwerk e. V. (2021)
- Hacker School (2021)
- Invest it! e. V. (2023)[12]

## Vor- und Nachteile des Wettbewerbs für soziale Projekte
Vorteile
- Durch das Stipendium erhalten soziale Initiativen professionelle Beratung sowie Fortbildungs- und Netzwerkveranstaltungen und können sich entscheidend weiterentwickeln. Sieben der 100 Initiativen erhalten zudem einen Geldpreis von jeweils 5.000 Euro. Eine Initiative erhält den Sonderpreis des Bundeskanzlers.
- Ein entscheidender Vorteil ist die starke öffentliche Wahrnehmung als startsocial-Stipendiat – startsocial gilt als ein Qualitätssiegel im sozialen Sektor. Dadurch kann das Fundraising forciert werden.
- Bei der Bewerbung für den Wettbewerb werden die eigenen Ideen und Konzepte reflektiert. Jeder Bewerber erhält zudem drei ausformulierte, schriftliche Juryfeedbacks mit Anregungen zur Weiterentwicklung der eigenen Initiative, unabhängig von der Nominierung für ein Stipendium.[13]
- Nach Ende des Stipendiums werden alle Stipendiatenprojekte automatisch in das Startsocial-Alumni-Netzwerk aufgenommen, das ihnen Kontakte, Fortbildungen und kostenlose Beratungen bietet.[14]

Nachteile
- Der Bewerbungsprozess sowie die viermonatige Beratungsphase sind sehr zeitaufwendig, worüber sich soziale Initiativen vorab im Klaren sein müssen.
- Im Vordergrund des Wettbewerbs steht die Beratung. Für Initiativen, die rein finanzielle Zuwendungen anstreben, ist dieser Wettbewerb daher nicht geeignet.